# Sõmerpalu (dorp)
Sõmerpalu is een plaats in de Estlandse gemeente Võru vald, provincie Võrumaa. De plaats heeft de status van dorp (Estisch: küla) en telt 27 inwoners (2021).
Sõmerpalu lag tot in oktober 2017 in de gemeente Sõmerpalu. In die maand werd deze gemeente bij de gemeente Võru vald gevoegd.
Ten oosten en zuiden van Sõmerpalu ligt een grotere plaats die ook Sõmerpalu heet. Deze plaats heeft de status van vlek (Estisch: alevik). Om de twee plaatsen te onderscheiden wordt de vlek doorgaans Sõmerpalu alevik genoemd en het dorp Sõmerpalu küla.
De rivier Võhandu (die hier Pühajõgi heet) stroomt door zowel de vlek als het dorp Sõmerpalu. Ook de Tugimaantee 69, de secundaire weg van Võru naar Tõrva, komt door zowel de vlek als het dorp. Op het grondgebied van het dorp ligt het meer Sõmerpalu järv (7 ha).

## Geschiedenis
Sõmerpalu werd voor het eerst genoemd in 1627 onder de naam Sommerpahl. In 1752 werd het dorp vermeld als Sommerpalo Külla. Het dorp lag op het landgoed Sommerpahlen, waarvan het bestuurscentrum in de vlek Sõmerpalu lag. Het dorp behoort tot een groepje dorpen rondom de vlek waartussen de grenzen in de loop der tijd regelmatig verschoven: Järvere, Küti (niet meer bestaand), Osula, Tarendo (niet meer bestaand) en Varese. Nog in 1997 werden Varese en Mustassaare (de nederzetting bij het station van Sõmerpalu, die in 1977 bij het dorp Sömerpalu was gevoegd) van Sõmerpalu afgesplitst.